# دوري الدرجة الأولى الروماني 2016–17
دوري الدرجة الأولى الروماني 2016–17 هو الموسم 99 من  دوري الدرجة الأولى الروماني. أقيم خلال الفترة 9 يوليو 2016 وحتى 4 يونيو 2017، والذي يشرف على تنظيمه اتحاد رومانيا لكرة القدم، وكان عدد الأندية المشاركة فيه  14، وفاز فيه نادي فيتورول كونستانتا.